# Wissenkerke
Wissenkerke is een dorp in de gemeente Noord-Beveland in de Nederlandse provincie Zeeland. Het inwonertal bedraagt 1.240 (1 januari 2023). Tot 1995 was Wissenkerke een zelfstandige gemeente waartoe ook Geersdijk en sinds 1 januari 1816 ook 's-Gravenhoek en Kampensnieuwland behoorden. Sinds 1995 is het de hoofdplaats van de gemeente Noord-Beveland. Er bevinden zich campings en de jachthaven Sophiahaven.

## Geschiedenis
Wissenkerke wordt al in 1242 als parochie genoemd. De locatie van dit oude Wissenkerke is echter niet bekend. In 1352 moest het na een overstroming worden verplaatst. Twee stormvloeden in 1530 en op 2 november 1532 teisterden Noord-Beveland, en bij de laatste werd ook Wissenkerke weggevaagd. Alleen de kerktoren bleef behouden. Tientallen jaren stond deze op de schorren bij de Oosterschelde.
In 1652 werd het gebied weer ingepolderd. De dijk rond de Wissekerkepolder werd gesloten, en het huidige dorp werd aangelegd volgens een grondplan met haaks lopende kavels. Kort na 1670 werd een nieuwe kerk gebouwd. Het nieuwe Wissenkerke had een haven aan de Cruijckelcreke. De kreek verzandde echter voortdurend, en de haven verdween toen in 1697, 1719 en 1771 het gebied verder werd ingepolderd. In 1860 werd de korenmolen "De Onderneming" gebouwd, de molen "Landzigt" stamt uit 1869.
De officiële (lange) naam van de gemeente luidde vanaf 1816 Wissenkerke, Geersdijk, 's-Gravenhoek en Kampensnieuwland, ook wel afgekort tot Wissekerke c.a. (Latijn cum annexis = met den aankleve van dien), maar in het algemeen gebruik was de naam simpelweg Wissenkerke. In de jaren dertig werd gesproken over een bestuurlijke herindeling, waarbij Wissenkerke met Colijnsplaat, Kats en Kortgene zou opgaan in de gemeente Kortgene. In 1941 kwam een fusie tot stand, maar Wissenkerke bleef zelfstandig. In 1995 gingen Kortgene en Wissenkerke op in de gemeente Noord-Beveland. Het gemeentehuis kwam in Wissenkerke.

## Foto's

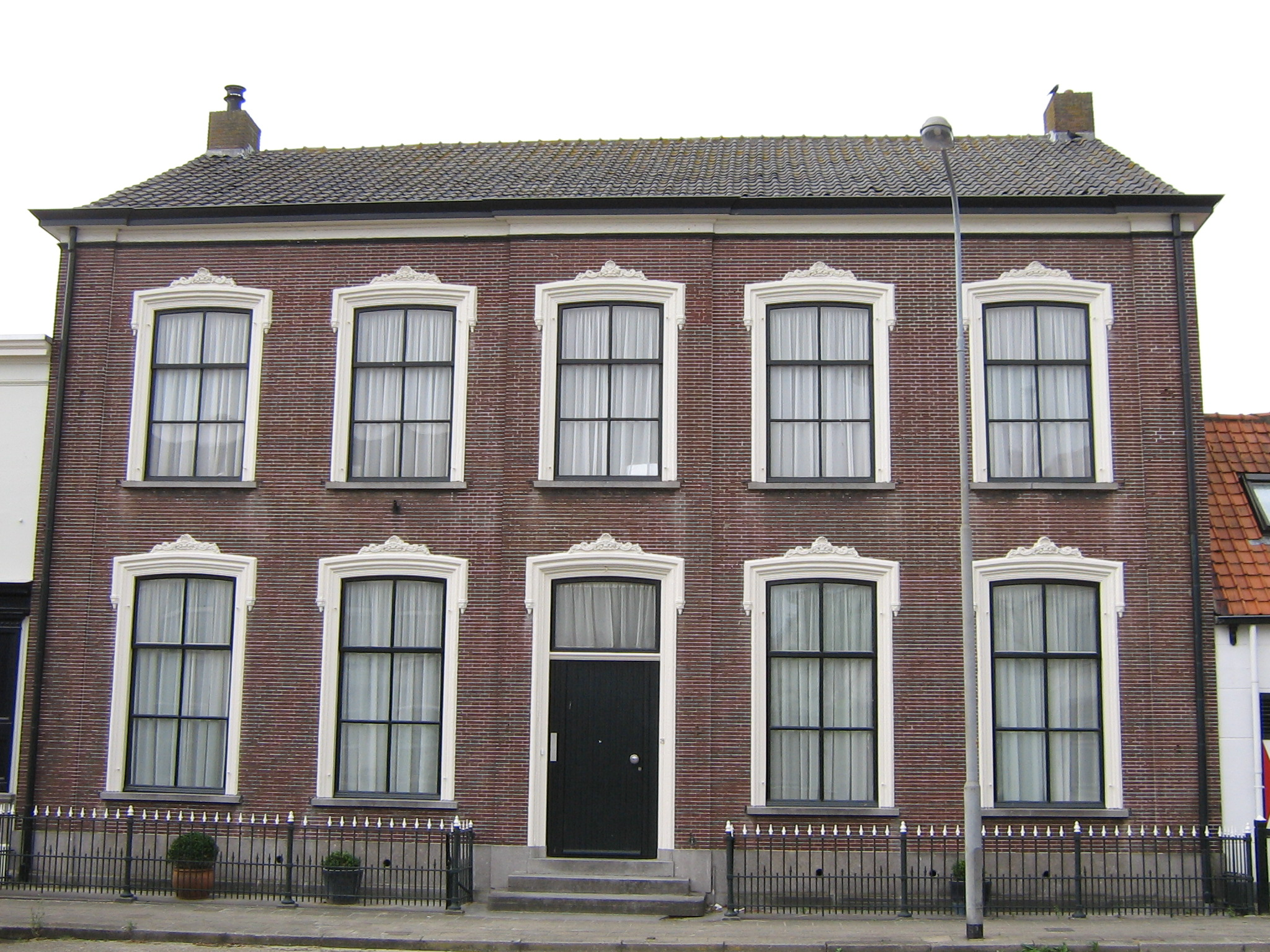
Gemeentehuis  Noord-Beveland
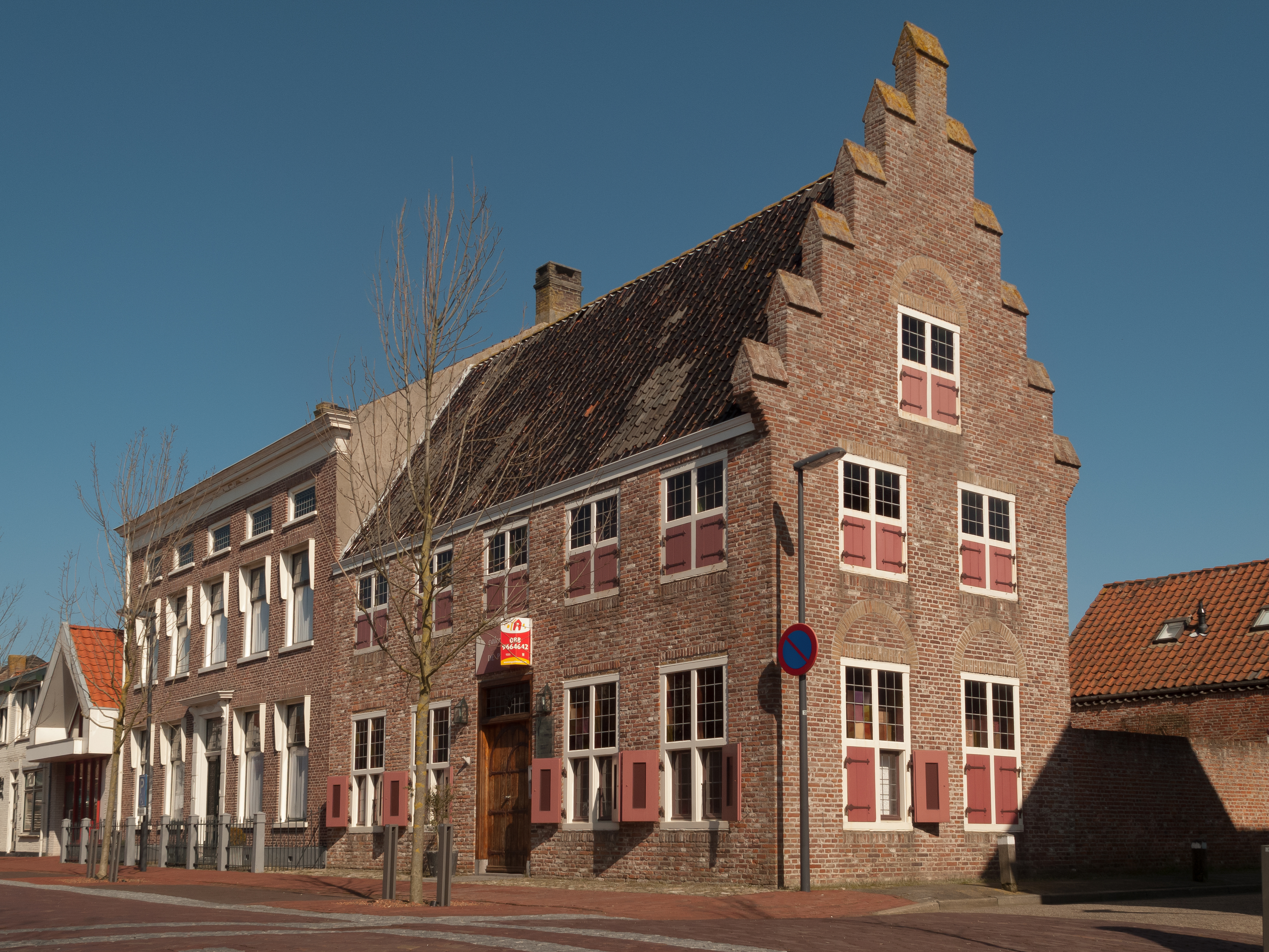
Monumentaal pand
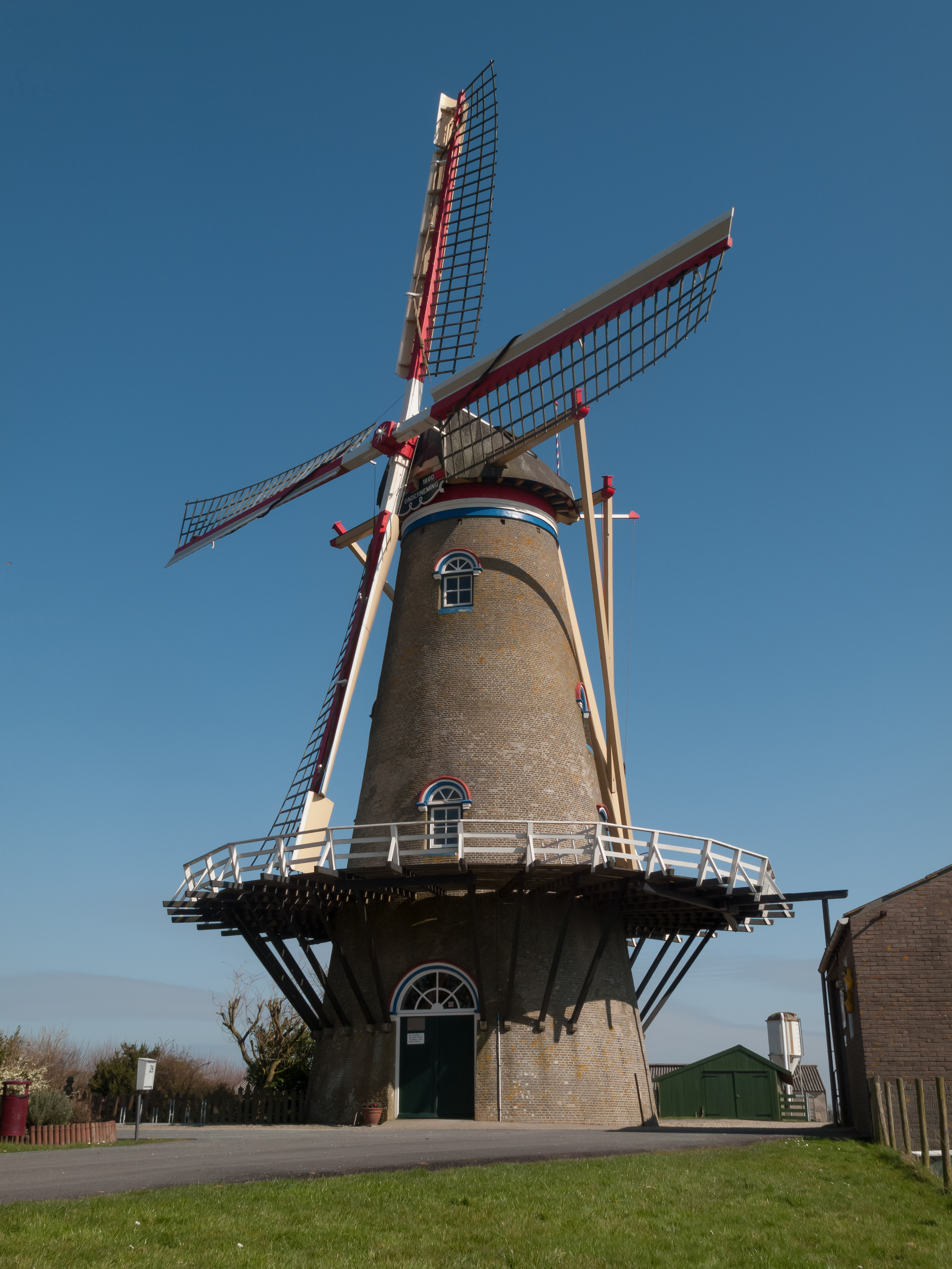
Korenmolen de Onderneming
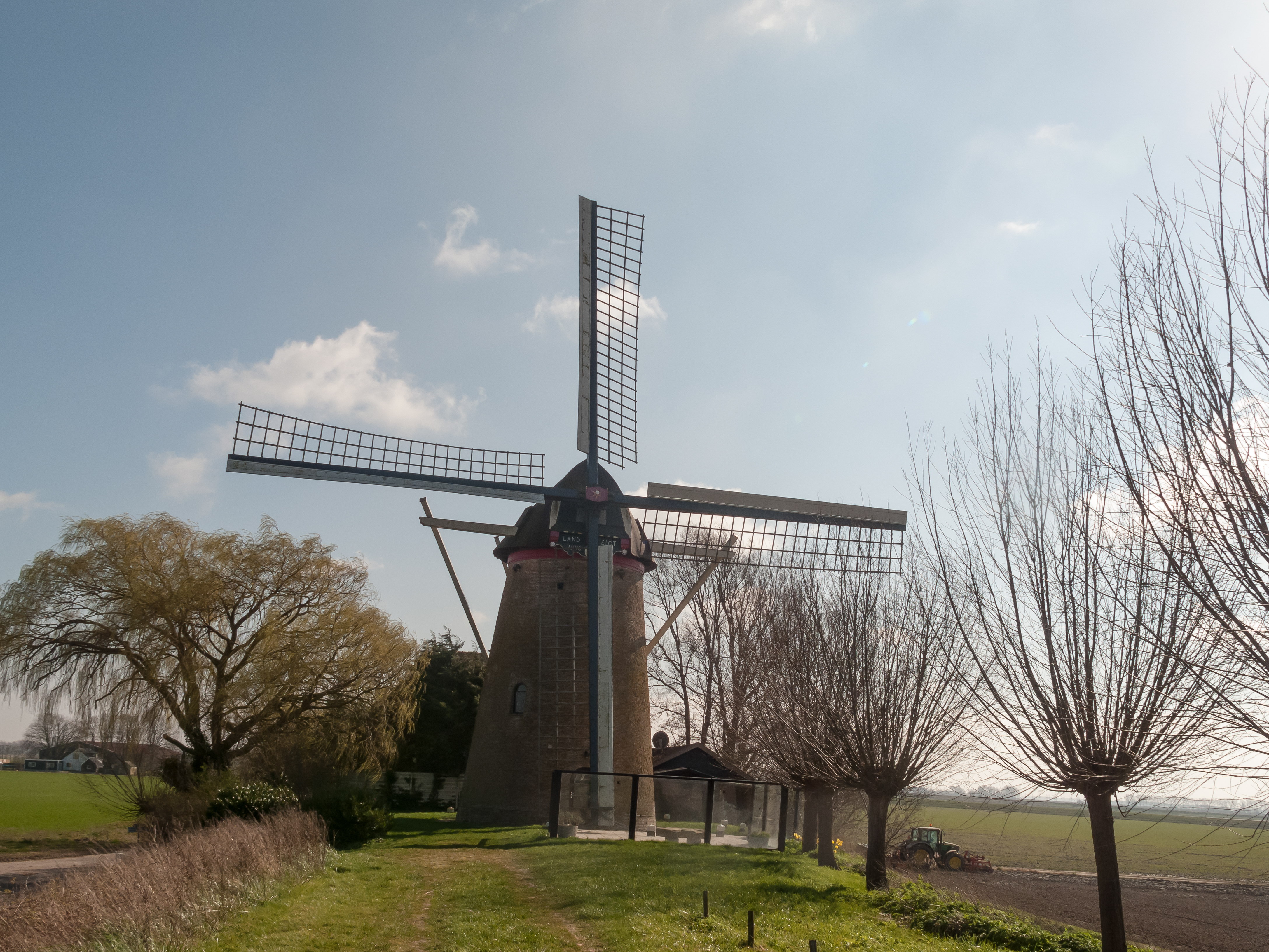
Voormalige korenmolen het Landzigt

## Wapen en vlag
Het wapen van Wissenkerke is van zilver beladen met een ruitvormige gesp van keel (rood). Het is afgeleid van het wapen van het geslacht Van Wissenkercke. Op 6 september 1853 werd het bevestigd als gemeentewapen.
De vlag bestaat uit drie banen in de kleuren blauw, wit en zwart. De witte baan bevat de rode gesp uit het gemeentewapen. De blauwe baan verwijst naar de voormalig heerlijkheid Campen, de zwarte naar dat van Geersdijk.

## Geboren in Wissenkerke
- Aart Jacob Marcusse (1868-1933), hoofdcommissaris van Amsterdam
- Marinus Anthonie van Melle (1872-1906), arts en hoogleraar
- Dirk Jan Koets (1895-1956), kunstschilder
- Eduard Flipse (1896-1973), dirigent en componist
- Marinus Flipse (1908-1997), pianist
- Adri Dees (1942-2021), politicus (VVD), burgemeester